# Høgfonnhornet
Høgfonnhornet är en bergstopp i Antarktis. Den ligger i Östantarktis. Norge gör anspråk på området. Toppen på Høgfonnhornet är 2 366 meter över havet, eller 142 meter över den omgivande terrängen. Bredden vid basen är 0,75 km. Høgfonnhornet ingår i Borgmassivet.
Terrängen runt Høgfonnhornet är varierad. Trakten är obefolkad. Det finns inga samhällen i närheten.